# Anne Brontë
Anne Brontë (n. 17 ianuarie 1820, Thornton⁠(d), Bradford⁠(d), Anglia, Regatul Unit al Marii Britanii și Irlandei – d. 28 mai 1849, Scarborough, Anglia, Regatul Unit al Marii Britanii și Irlandei) a fost o romancieră și poetă engleză, cea mai mică dintre surorile Brontë.

## Biografie
Anne, mezina familiei Brontë, s-a născut la 17 ianuarie 1820 în Thornton. La numai un an, mama acesteia, Maria Branwell, s-a îmbolnăvit de ceea ce se crede că a fost cancer uterin și a murit pe 15 septembrie 1821. Sora Mariei venise inițial în casa acestora pentru a o îngriji pe sora ei, însa și-a petrecut restul vieții acolo, având grija de copii. Când sora acesteia moare, în 1825, tatăl său o retrage de la școala la care învăța iar pentru următorii 5 ani, aceasta este educată acasă, în special de tatăl și mătușa ei. La 15 ani, Anne se duce în Roe Head, unde stă 2 ani, timp în care se întoarce acasă numai în vacanțe. În decembrie 1837, Anne se îmbolnăvește de gastrită iar sora acesteia, Charlotte, îl convinge pe tatăl lor să o aducă pe Anne acasă. În 1839, aceasta caută să se angajeze ca profesoară și devine guvernantă la familia Ingham la Blake Hall.

## Listă opere

### Romane
- Agnes Grey (1847)
- Necunoscuta de la Wildfell Hall (1848)